# Duklja (etimologija)
Ime države Duklje se najčešće etimologički izvodi od starovijekovnog imena rimskog municipija Doclea u oblicima Dioclea, Dioclia, slavenski Dioklitija. 
Duklja se, također, etimologički izvodi iz starog indoeuropskog korijena - dhoukl, sa značenjem skrovit, taman, crn, te je očita Semantička veza ovoga korijena s današnjim imenom Crne Gore.
Srednjovjekovni oblik Dioklija povezuje se s imenom cara Dioklecijana koji je majčinim podrijetlom vjerojatno iz grada Duklje. 
Konstantin Porfirogenet će oko 950. godine u svom znamenitom djelu De administrando imperio definirati teritorij i narod u srednjovjekovnoj Duklji, nazivajući je zemljom Dioklejom, a njezine stanovnike Dioklitanima - Dukljanima.
Ime Duklja se u povijesnim izvorima nalazi sve do 16. stoljeća kada ga spominje u svojim djelima crnogorskog tiskar Božidara Vukovića Podgoričanina.
Kako primjećuje Božidar Šekularac, Božidar Vuković Podgoričanin je u pogovoru svog Molitvenika zapisao da je otčestva ot zemlje Dioklitskije, iako je tada već bio ustaljen naziv Crna Gora, a stoljeće prije toga Zeta.
Suradnik B. Vukovića, Pahomije, u predgovoru Psaltira iz 1520. godine kaže da je ot ostrov Dioklitijskago jezera, isto kao i na jednoj ikoni iz iste godine.